# Здунськовольський повіт
Здунськовольський повіт (пол. powiat zduńskowolski) — один з 21 земських повітів Лодзького воєводства Польщі.
Утворений 1 січня 1999 року в результаті адміністративної реформи.

## Загальні дані
Повіт знаходиться у західній частині воєводства.
Адміністративний центр — місто Здунська Воля.
Станом на 1.01.2008 населення становить 67 693 осіб, площа 369,24 км².

## Демографія
Демографічні дані повіту станом на 31.12.2007:
|       | Всього | Всього | Жінки  | Жінки | Чоловіки | Чоловіки |
| ----- | ------ | ------ | ------ | ----- | -------- | -------- |
|       | осіб   | %      | осіб   | %     | осіб     | %        |
| Повіт | 67 693 | 100    | 34 969 | 51,7  | 32 724   | 48,3     |
| Міста | 46 129 | 100    | 24 338 | 52,8  | 21 791   | 47,2     |
| Села  | 21 564 | 100    | 10 631 | 49,3  | 10 933   | 50,7     |